# Bogenjagd indigener Völker

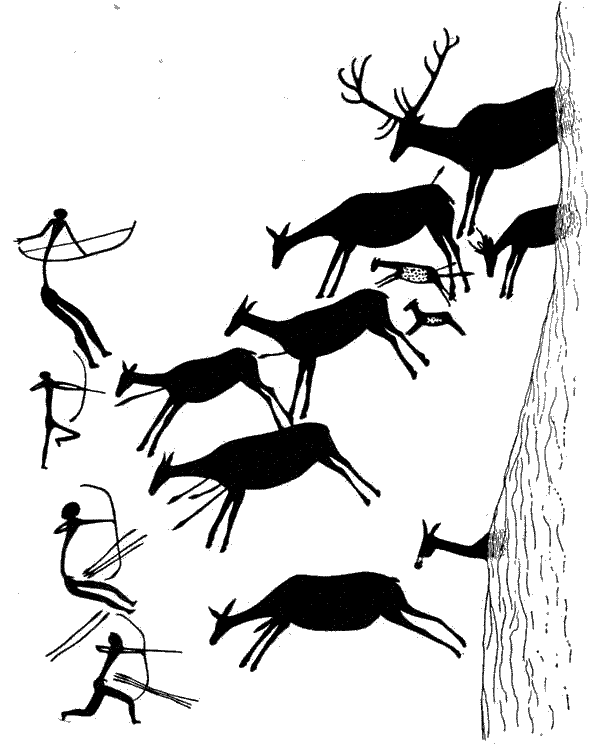
Nachzeichnung einer prähistorischen Felsmalerei von Bogenjägern bei Jagd auf Hirsche in der Cova dels Cavalls (Höhle der Pferde), Spanien

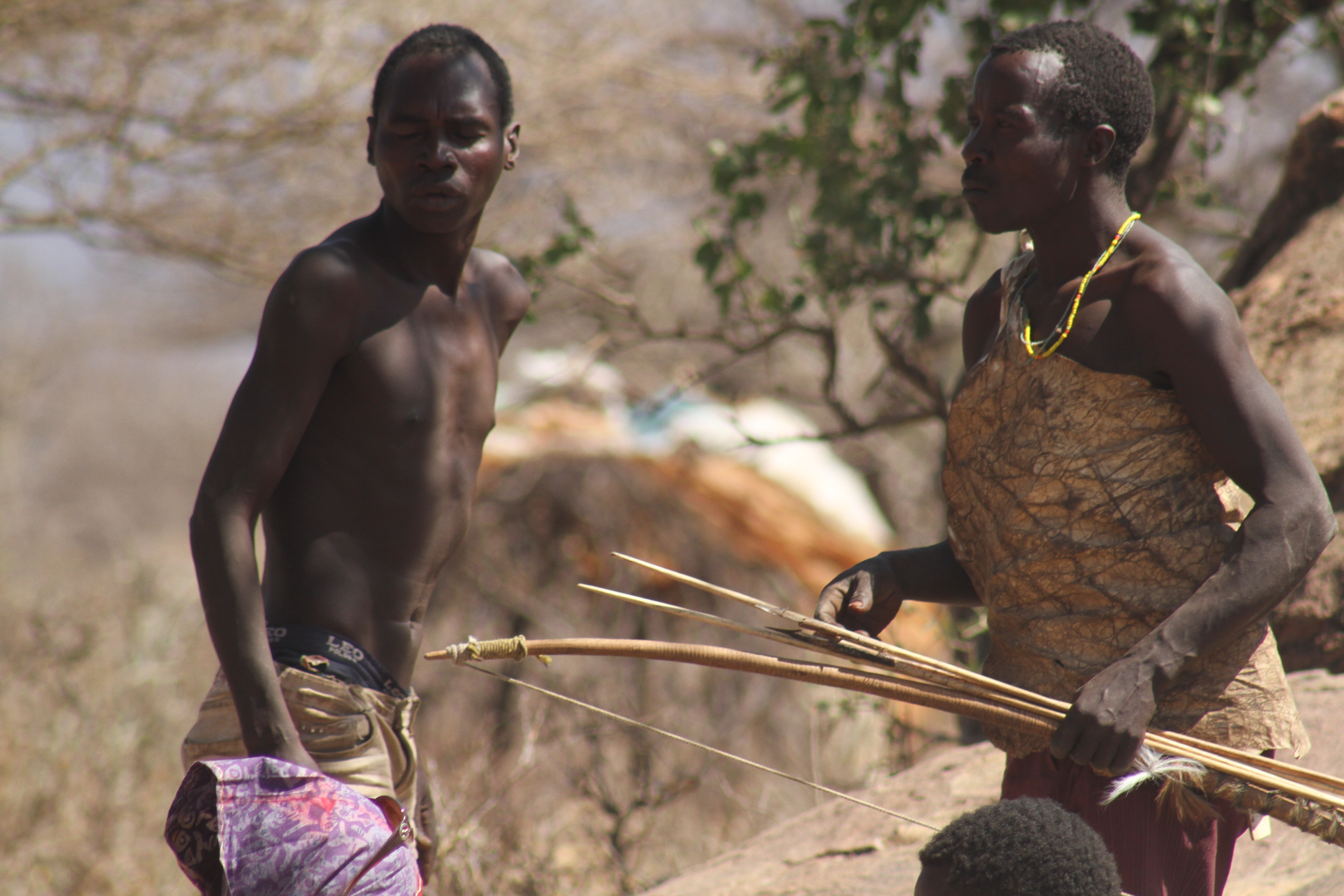
Männer vom Volk der Hadza auf der Jagd

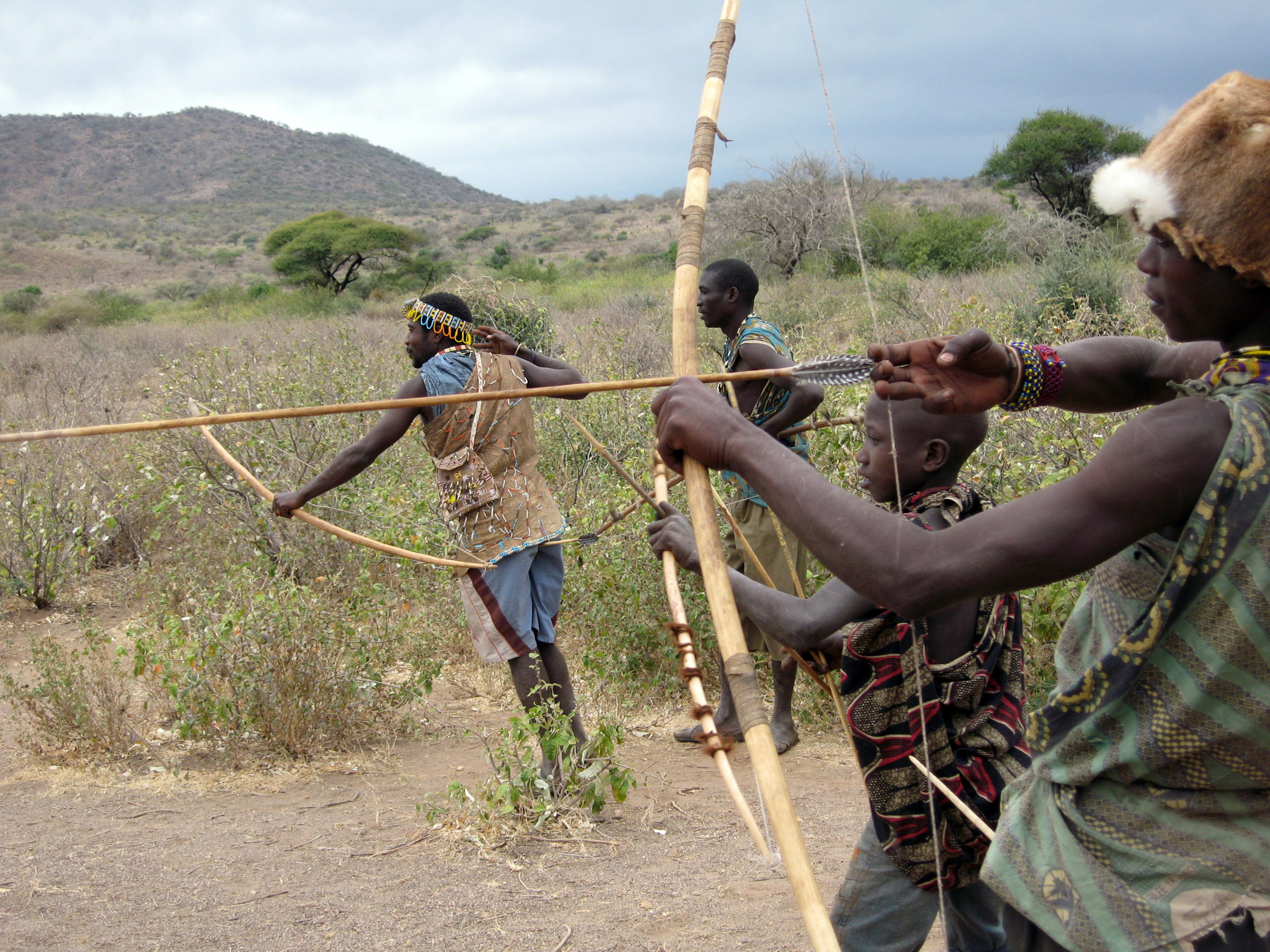
Männer vom Volk der Hadza beim Bogenschießtraining

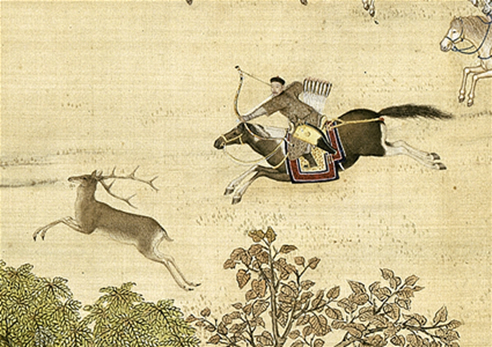
Asiatischer Bogenreiter bei der Jagd auf Hirsche

Die Bogenjagd indigener Völker beschreibt die Ausführung der Bogenjagd zur Nahrungsbeschaffung (Subsistenz-Jagd) durch indigene Völker. Diese Form der Bogenjagd ist bis heute ein essenzieller Bestandteil der Jagd weltweit. Aufgrund der Verbreitung von Feuerwaffen, aber auch wegen des massiven Rückgangs von Lebensraum ist die Bogenjagd indigener Völker jedoch rückläufig. Dagegen nimmt die moderne Bogenjagd rasant zu. Die Bogenjagd heute noch jagender lokaler Gemeinschaften ist mit ihren Jagdstrategien und mit der Technik des Jagdgerätes in sehr vielen Aspekten vergleichbar mit der Bogenjagd frühzeitlicher Menschen.

## Allgemeines
Die kennzeichnenden Elemente der Bogenjagd sind sowohl bei den so genannten „Naturvölkern“ als auch der modernen Variante sehr ähnlich und unterscheiden sich im Wesentlichen durch die Effizienz der eingesetzten Technik.
Ähnlichkeiten bestehen bei,
- Pfeil und Bogen als Jagdgerät;
- Der Nähe zum Wild;
- Die notwendige Kenntnis der Jagdumgebung und des Wildverhaltens;
- Das Lesen von Pirschzeichen und effektive Tarnung;
- Kontinuierliches Training und Erfahrung im Umgang mit dem Jagdgerät.

Je nach Umgebung, in der die Bogenjagd ausgeführt wird, können sowohl das Jagdgerät als auch Jagdtaktik und Jagdstrategie natürlich verschieden sein.
Die Jäger der San in Afrika beispielsweise, haben in Sachen Spurenlesen ein scharfes Auge. Selbst im lockeren Wüstensand können sie Spuren von kleineren Lebewesen ausmachen. Diese Menschen leben im Grunde genommen heute noch genauso wie die Jäger und Sammler der Steinzeit. Um zu überleben, sind sie darauf angewiesen, das Verhalten der Tiere rechtzeitig zu deuten, wenn sie auf die Jagd gehen. Diese Jäger sind hervorragende Spurensucher und Spurenleser. Darum nimmt ein Jäger seine Umgebung sehr genau wahr. Von abgebrochenen Zweigen, Bodenspuren und anderem vermag er viel zu „lesen“. Doch es ist nicht nur die Kunst des Spurensuchens alleine: Aus den Geräuschen von anderen Tieren kann ein erfahrener Jäger sehr viel deuten. Im Gegensatz zu den Raubtieren fehlen ihm ein feiner Geruchssinn, ein sensibles Gehör und das scharfe Sehvermögen. Um trotzdem erfolgreich auf der Jagd zu sein, gehören Vorstellungs- und Einschätzungsvermögen zu den wichtigsten Eigenschaften eines Jägers. Jäger und Sammler müssen, um zu überleben, ein hohes Wissen und Können an den Tag legen, um erfolgreich zu sein.
Zu den wohl bekanntesten Jägern mit Pfeil und Bogen zählen die Indianer Nordamerikas und die mongolischen Reitervölker. Die Jagd bei diesen Völkern hat sich mit dem Einfluss der eingebrachten Technologie beispielsweise der europäischen Eroberer schrittweise verändert. Die Bogenjagd in ihrer ursprünglichen Form als eine der Hauptjagdarten zur Nahrungsgewinnung ist dort praktisch nicht mehr existent. Jagd zur ergänzenden Nahrungsmittelgewinnung wird bei den Reitervölkern heute fast ausnahmslos mit Feuerwaffen ausgeübt. Pfeil und Bogen sind vornehmlich noch zu kulturellen Zwecken oder als Sportgerät im Einsatz.
Zusammenfassend kann man sagen, dass sich die frühzeitliche Form der Bogenjagd heutiger noch jagender indigener Völker und auch deren Waffentechnik um Pfeil und Bogen bis in heutige Zeit bewahrt haben. Eine Zwischenstufe der Entwicklung mit besseren Bögen oder Pfeilen, wie sie bei den Reitervölkern Asiens oder den Indianern Nordamerikas in der Vergangenheit der Fall war, ist dort nicht erkennbar. Einzig die Verwendung von Metallen bei den Jagdspitzen bezeugt einen einfachen Technologiesprung. Insbesondere bei den indigenen Völkern auf dem afrikanischen Kontinent ist dieser gut erkennbar.

## Pfeil und Bogentechnik indigener Völker

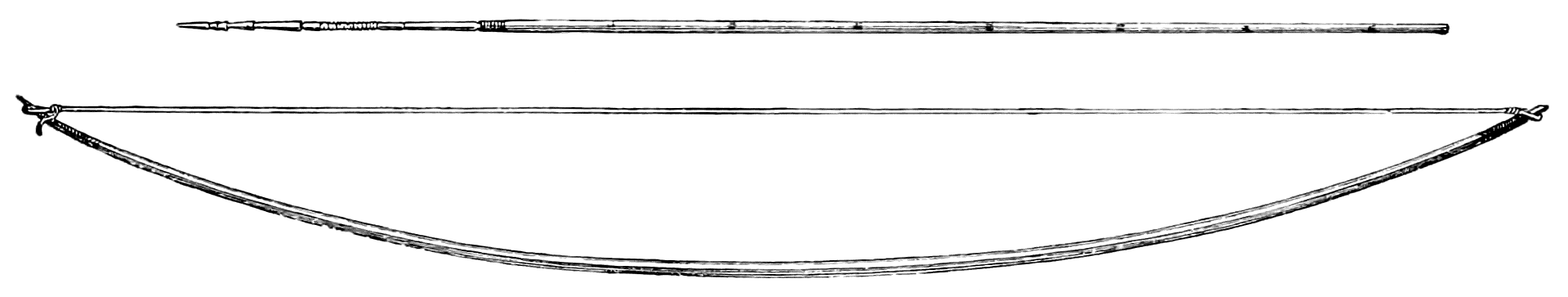
Langbogen der Papua mit Pfeil

Pfeil und Bogenbau unterliegen bei den primitiven Bögen ebenso wie die modernen Versionen den gleichen Gesetzmäßigkeiten der Physik. Ihre grundsätzlichen Funktionsprinzipien sind damit den heutigen Bögen vergleichbar, aber besondere Konstruktionsmerkmale wie Recurvespitzen, Backings und Zieleinrichtungen moderner Bögen fehlen. Es sind einfache, natürliche Werkstoffe in Verwendung. Wesentlich hierbei ist die Verfügbarkeit der Materialien wie Holz und Sehnen mit hinreichender Festigkeit, Steifigkeit und Leichtigkeit. Geeignete Materialien, das überlieferte Wissen um Herstellungsmethoden und Gebrauch sind von entscheidendem Einfluss auf die Bauweisen der Bögen und Pfeile.

### Bogen

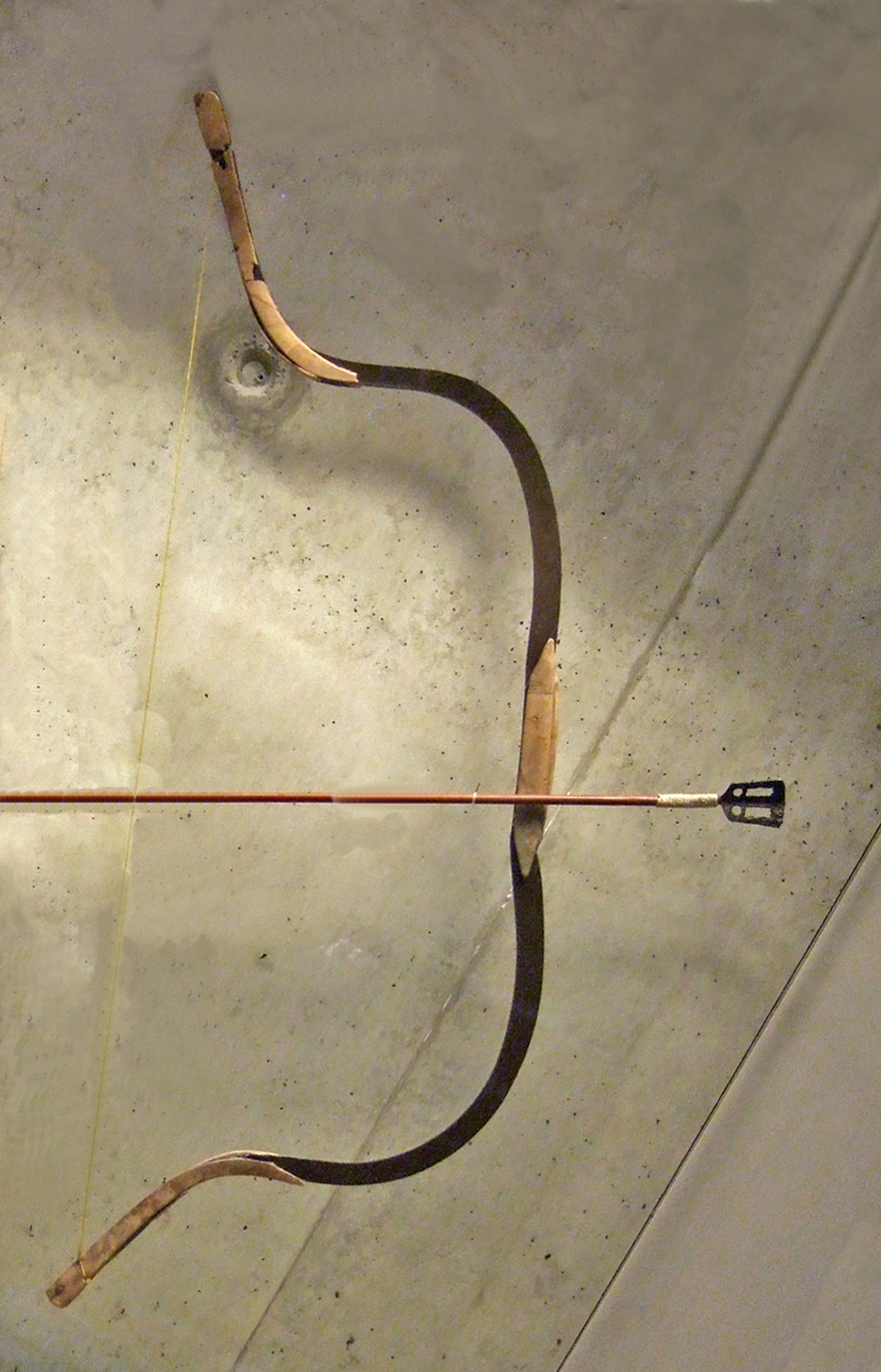
Komposit-Recurve-Reiterbogen der Awaren

Bei den heute noch jagenden indigenen Völkern des Regenwaldes und bei den Jägern der Savanne Afrikas, sind im Wesentlichen die Varianten des Langbogens im Einsatz. Die Bögen der Jäger in der Savanne, wie den San oder den Hadza, weisen eine sehr einfache Bauweise des Langbogens auf. Diese Bögen sind daher auch in ihrer Reichweite und Durchschlagsleistung der Pfeile recht begrenzt.
Eine erfolgreiche Jagd ist mit dieser Technik auf etwa 15 m möglich, auch wenn die maximale Flugstrecke des Pfeiles weiter ist. Hierbei ist aber nicht von einem dauerhaft wiederholgenauen Schuss moderner Bögen auszugehen, sondern nur dass das Wild vom Pfeil getroffen wird. Er ist mit seiner oft vergifteten, scharfen Jagdspitze auch über diese Distanz hinaus noch gefährlich und durch das Pfeilgift wirkungsvoll.
Im Dschungel des Regenwaldes ist die Jagddistanz nicht nur horizontal, sondern auch vertikal wesentlich. Um Beute in den Bäumen machen zu können, müssen Pfeil und Bogen eine geeignete Reichweite liefern, denn die Baumkronen, in denen sich Wild aufhält, sind oft über 20 m hoch. Bei den Urvölkern im Amazonasgebiet wie den Waika werden sehr große Langbögen von bis zu 3,2 m Länge verwendet, die die Reichweite der Pfeile ausreichend erweitern. Für die Bögen werden langfaserige Hölzer wie Limbumholz, Seje-Palmholz oder auch Pijiguao-Palme verwendet. Diese ertragen die hohen Biegebelastungen, denen ein langer Bogen beim Spannen unterworfen ist, besser als kurzfasrige Hölzer.
Die Bögen sind allesamt ohne Zielvorrichtung und werden „blank“ geschossen. Für den Jagderfolg ausschlaggebend sind daher die Treffgenauigkeit des Jägers, die richtige Jagdstrategie und -taktik.
Über die Nutzung modernerer Bogentypen heutiger indigener Völker, wie dem Kompositbogen oder Recurvebogen, wie sie bei den Indianern der westlichen nordamerikanischen Stämme oder der Reitervölker Asiens in der Vergangenheit genutzt wurden, liegen keine Erkenntnisse vor. Die Reitervölker mussten sich beim Bogenbau der neuen Herausforderung stellen, um auch vom Pferd schießen zu können. Dabei muss der Bogen klein genug und leistungsstark, trotzdem aber noch während des Reitens problemlos einsetzbar sein.

### Jagdpfeil

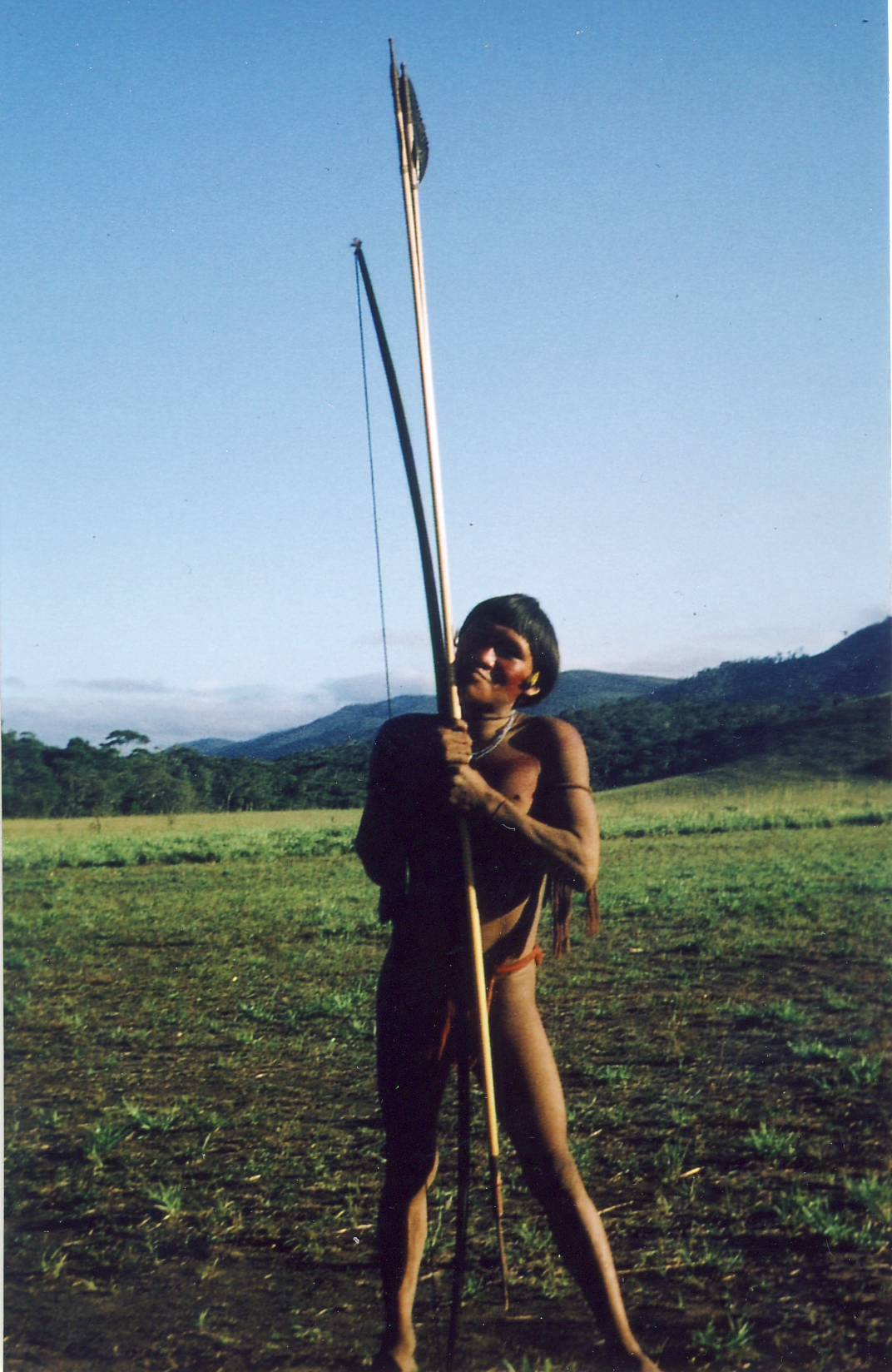
Jäger der Waika mit langen Pfeilen und Langbogen

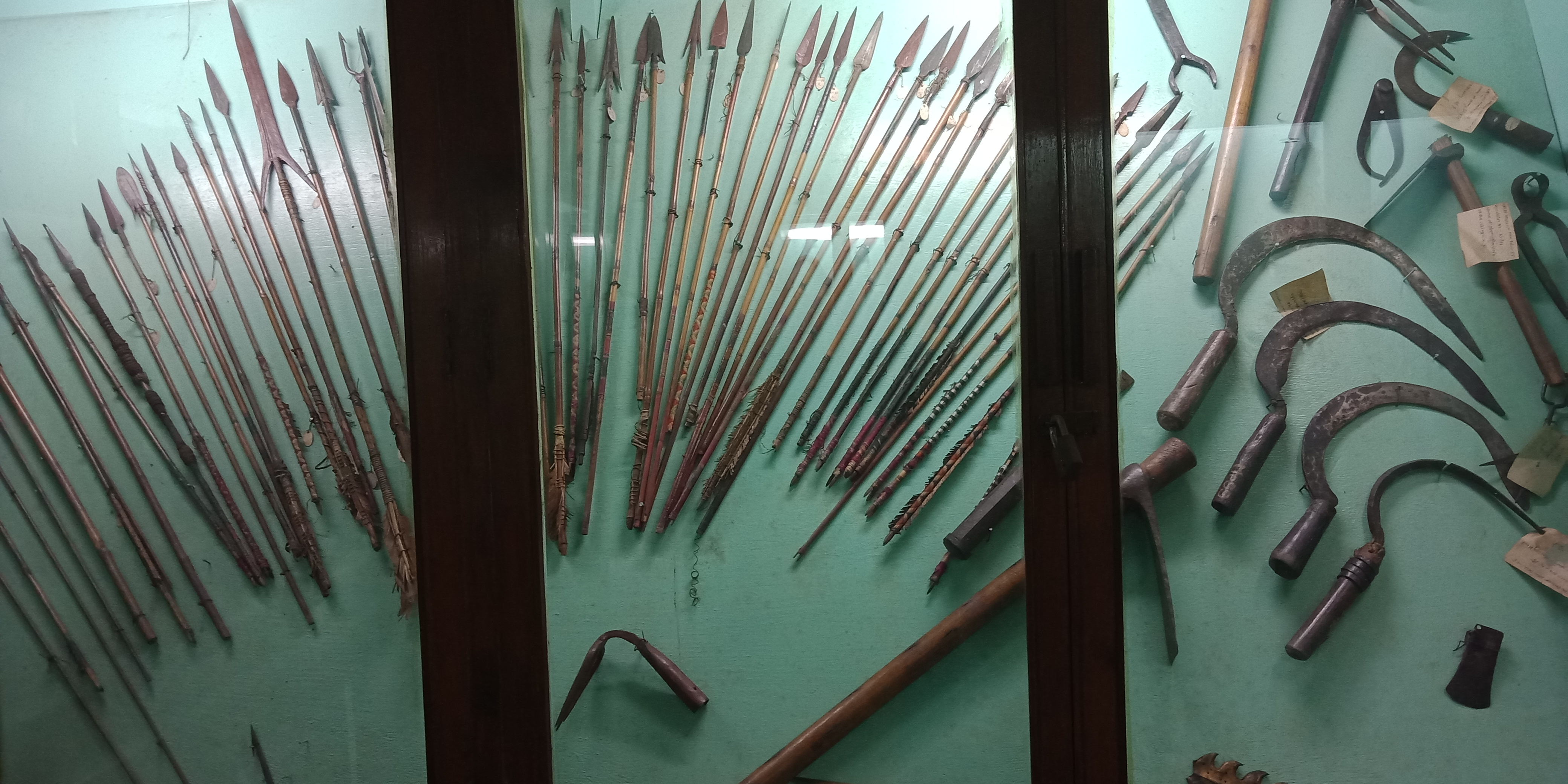
Pfeiltypen für die Jagd mit unterschiedlichsten Jagdspitzen aus Metall

Wesentliches Werkzeug der Bogenjagd ist der Jagdpfeil. Es gibt unzählige Varianten und Grundformen die sich an das zu jagende Wild anpassen und auch Jagdtaktik und Strategie widerspiegeln. Auch die Wahl der Materialien und Fertigungstechniken sind breit gefächert und reichen von Steinspitzen zu Holz und Metall, aber auch von Vollschäften aus einfachen Hölzern, bis hin zu Hölzern mit Hohlquerschnitt wie Bambus.

#### Pfeilschaft

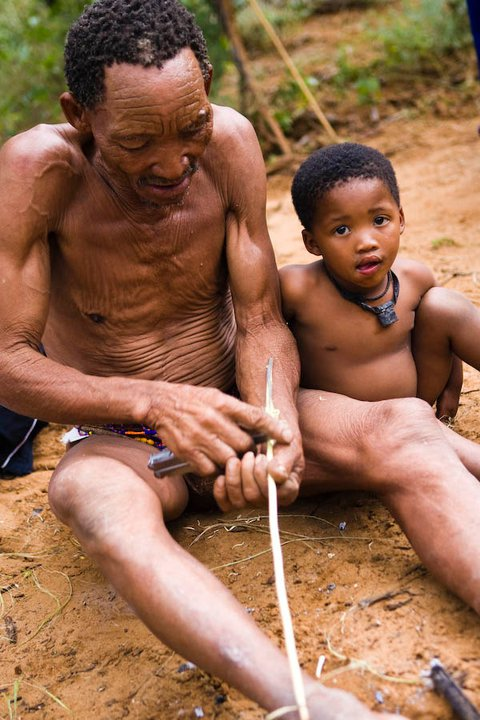
Herstellen eines Pfeilschaftes durch einen Jäger der San

Die Pfeilschäfte sind, wie bei modernen Bögen auch, den Bogentypen und -eigenschaften angepasst. Diese können somit in ihrer Länge dem Durchmesser und den verwendeten Materialien sehr unterschiedlich sein. Speziell im Regenwald fallen die schweren und besonders langen Pfeilschäfte auf. Die Längen betragen zwischen 1,5 und 2,1 m. Grund hierfür sind die hohen Zuggewichte dortiger Bögen, zum Erreichen größerer Schussweiten und die hierfür benötigte höhere Steifigkeit (Spine) des Pfeilschaftes. Schwerere und längere Pfeile lassen sich aber auch beim Kontakt mit Teilen des Bewuchses der Baumkronen, wie Blättern und kleine Ästen, weniger aus ihrer Flugbahn ablenken und sind in diesem Fall treffgenauer.
Eine Besonderheit der Pfeilschäfte aus dem Regenwald ist es, angebautes Pfeilrohr zu verwenden. Rohre sind bei gleicher Knicksteifigkeit (Spine) leichter als Vollstäbe. Mit steiferen Pfeilen kann man auch höhere Zuggewichte beim Bogen verwenden, dadurch kann man zum einen weiter schießen und wegen des Gewichts der Pfeile auch in größeren Höhen noch effektiv das Wild durchdringen.
Die Pfeilschäfte der Jäger in der Savanne oder Grassteppe sind hingegen verhältnismäßig gering in Durchmesser und Länge (ca. 60 cm). Auch diese sind angepasst an den Bogen und die verfügbaren Materialien zum Bau von Bogen und Pfeilen.

#### Jagdspitzen

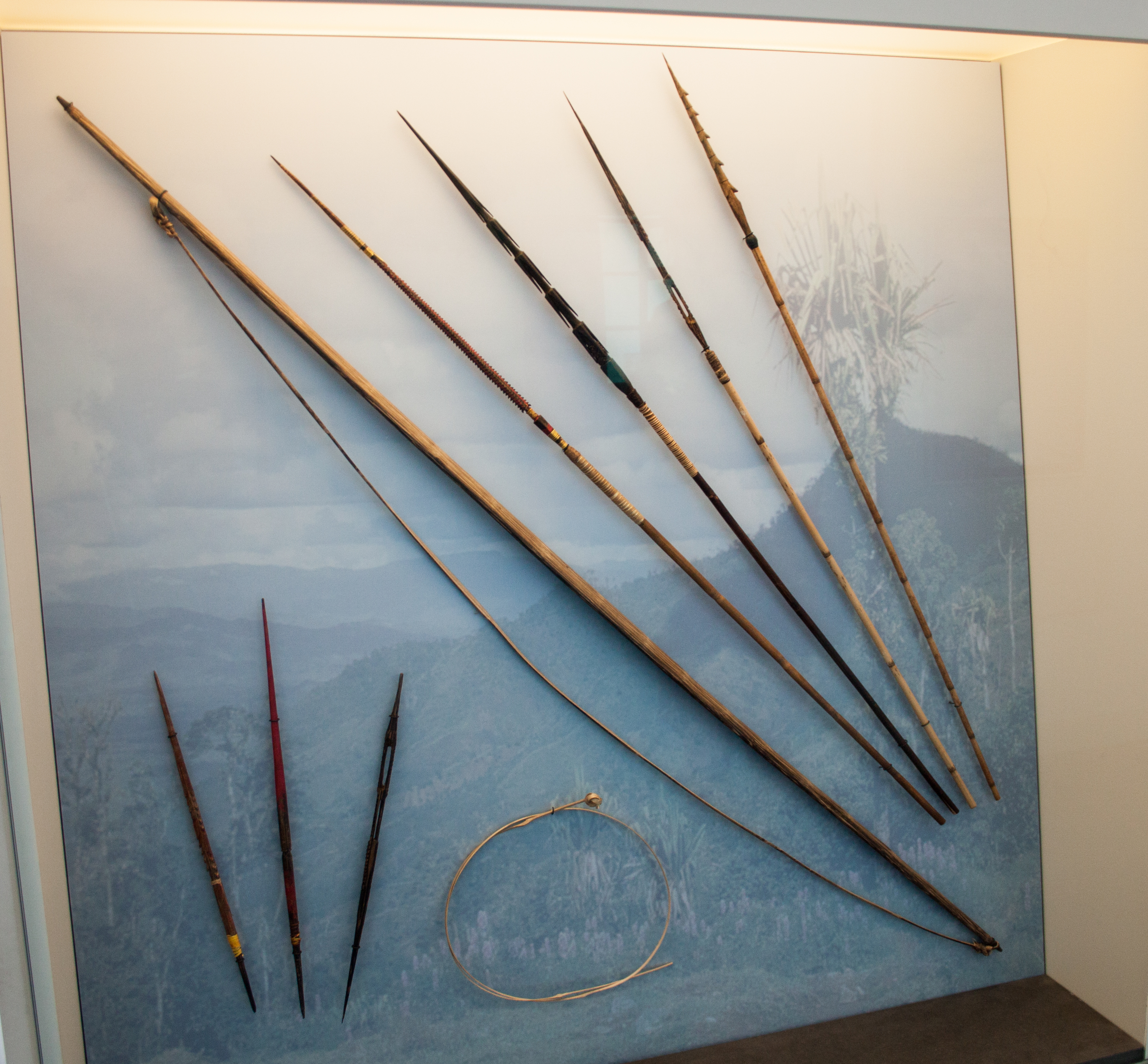
Pfeil und Bogen der Hochlandpapuas mit verschiedenen Jagdspitzen

Es gibt eine große Vielfalt an verschiedenen Jagdspitzen. Je nach Wild wird die Jagdspitze und der Pfeilschaft passend ausgewählt. So sind auch bei den Indigenen zur Jagd auf Vögel sogenannte „Blunts“ oder auch „Stupfspitzen“ im Einsatz. Eine weitere Besonderheit sind Heulpfeile, diese haben eine Jagdspitze mit einem Pfeifenkörper (hohle Nussschale), welche das Wild beim Abschuss des Pfeils kurzzeitig schrecken und verharren lässt. Damit versucht der Jäger das Wild durch Aufschrecken so lange am Ort zu bannen, bis der Pfeil es erreicht hat.
Auf dem afrikanischen Kontinent ist schon seit langer Zeit die einfache Gewinnung von Metallen, wie Eisen oder Kupferlegierungen, insbesondere zur Herstellung von Werkzeugen bekannt. Hierzu zählen Messerklingen, einfache Ackerwerkzeuge oder Jagdspitzen. Das ist von Völkern aus dem Regenwald weniger bekannt. Als Beispiel seien hier die Korowai genannt. In Regenwaldgebieten findet man mehr die Nutzung von Hartholz, Knochen, Horn und Stein als Werkzeugmaterialien. Natürlich sind in der Neuzeit durch Kontakte mit den modernen Volksgruppen dieser Gebiete, über einfachen Handel, auch Metallwerkzeuge bis in den tiefsten Regenwald vorgedrungen. Das bedeutet jedoch nicht, dass diese dort eine traditionelle Anwendung hatten oder Ressourcen und das Wissen zur eigenständigen Herstellung vorliegen.
Nicht in allen Fällen haben Pfeil und Bogen dieser Gemeinschaften so große Wirkungen, dass das Wild vom Pfeil vollständig durchdrungen wird. Man verlässt sich mehr auf die Wirkung von vergifteten Jagdspitzen und Widerhaken. Solche Jagdspitzen sichern durch kontinuierlichen Blutfluss die Schwächung des beschossenen Tieres. Hierbei gibt es sowohl Jagdspitzen, die den ganzen Pfeil im Wildkörper verankern, aber auch Mehrfachspitzen, welche Sollbruchstellen oder Trennstellen haben und so bewerkstelligen, dass der vergiftete Teil der Jagdspitze möglichst lange im Wildkörper verbleibt.
Darüber hinaus haben sich unzählige Formen für Jagdspitzen entwickelt, die je nach Jagdart, Wild, Mode und Material stark in ihrem Design variieren.

#### Befiederung
Viele der Pfeiltypen, insbesondere bei den Regenwaldvölkern, haben große Federn zur Stabilisierung des Pfeilfluges. Besonderheiten sind auch hier die sogenannten Flu-Flu-Befiederungen, welche nach kurzer Flugzeit die Pfeile stark bremsen. Die Federn sind nicht glatt gestrichen, sondern aufgefasert und erhöhen so den Luftwiderstand nach dem Abschuss. Damit wird die Flugweite der Jagdpfeile begrenzt und es ist für den Jäger anschließend leichter, die wertvollen Pfeile in der näheren Umgebung wiederzufinden. Bei den Waika werden beispielsweise die Federn des Pajui (Crax alector) genutzt. Bei den Jägern der Steppe oder Savanne sind die Befiederungen eher kurz und relativ nieder gehalten, damit sie bei den geringeren Pfeilgewichten keinen so großen Luftwiderstand aufweisen und weiter fliegen können.

#### Nock und Fassungen
Die Fassungen sind die verstärkten Enden der Jagdpfeile, an denen die Jagdspitzen eingesetzt werden. Diese sind auch oft die gewünschte Sollbruchstelle oder bei Harpunen die vorgesehene Trennstelle zwischen Pfeilschaft und Jagdspitze. Die Fassungen der Jagdpfeile werden meist mit Fasern umwickelt oder mit Harz verstärkt und binden die Jagdspitze in den Pfeilschaft ein.
Die Nock ist die Pfeilhaltung am Endstück des Pfeils, in das die Sehne eingelegt ist. Sie dient dazu, den Pfeil durch die Sehne wirkungsvoll zu beschleunigen. Meist wird diese Stelle mit Wicklungen aus Fasern, Harz oder Einlagen aus Hartholz verstärkt. Nock sind besonders hohen Belastungen beim Schuss ausgesetzt. Nock sind gekerbt, um ein Abrutschen der Sehne zu verhindern.

### Köcher

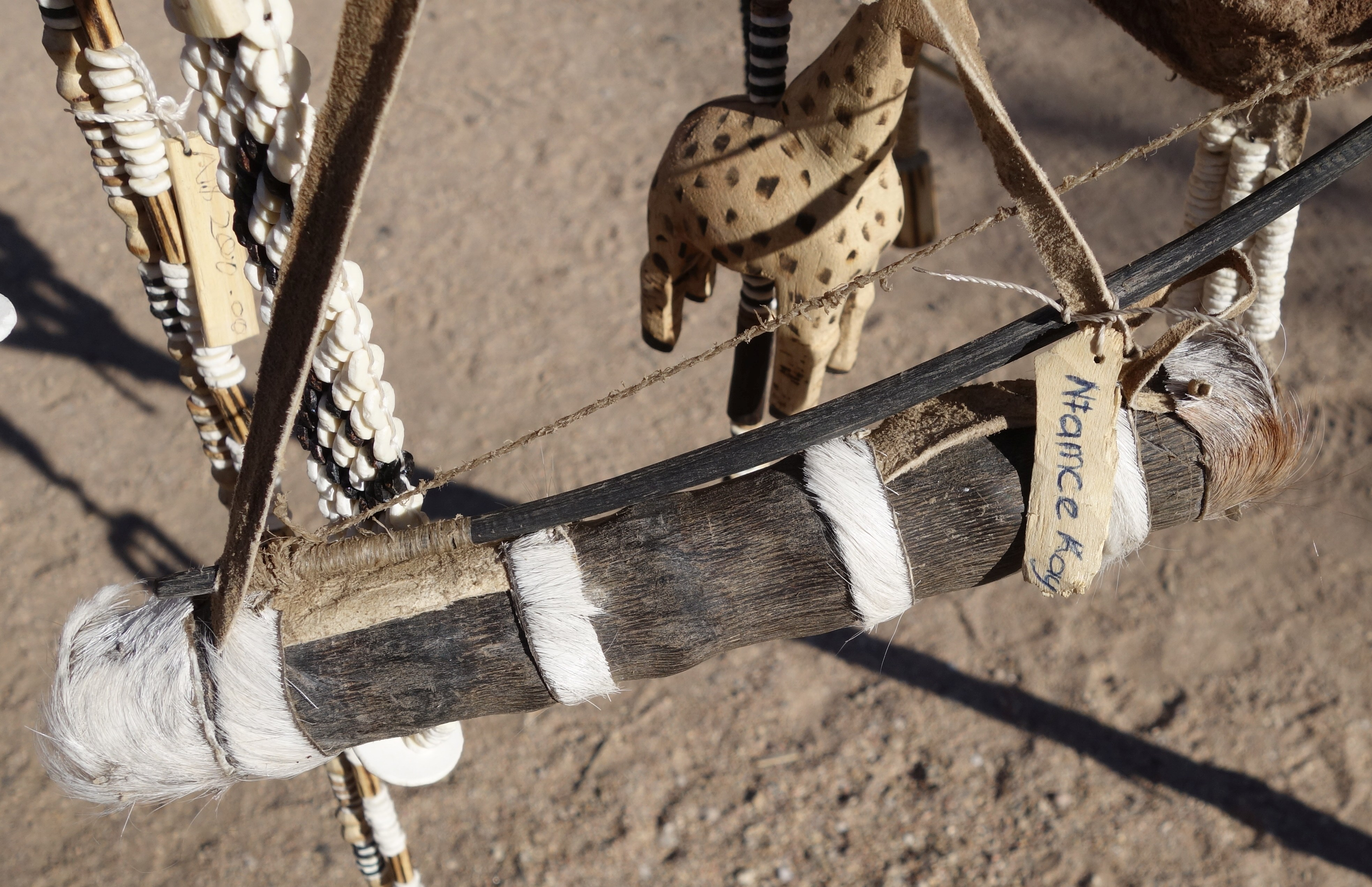
Köcher der San in Namibia

Insbesondere bei vergifteten Pfeilen ist der Köcher ein wesentlicher Bestandteil der Bogenjagdausrüstung von naturnah lebenden Ethnien. Er dient dazu, die Pfeile oder Pfeilspitzen sicher bei der Jagd mitzuführen. Die Pfeile sollen nicht nur gegen Verlust gesichert sein, sondern auch das Risiko einer Vergiftung des Jägers durch eine Verletzung mit den scharfen und teils vergifteten Jagdspitzen vermeiden helfen. Köcher werden aus natürlichen Materialien wie Horn, Leder, Rinde, Bambus oder auch gewickelten Blättern hergestellt. In der Regel sind die Köcher gut verschließbar und werden mit einem Gurt nahe am Körper getragen.

## Jagdstrategien und Jagdtaktiken bei der Bogenjagd indigener Völker
Die Jagdstrategie der Indigenen ist natürlich heute wie auch in der Vergangenheit durch ihre Umgebungen und das Wild vorbestimmt. Eine bekannte Strategie aus der Savanne ist es, die Pirschjagd mit der Hetzjagd zu verbinden. Oft müssen zunächst sehr weite Strecken über Tag zurückgelegt werden, um überhaupt an jagdbare Beute in der richtigen Umgebung heranzukommen. Die doch sehr einfachen Bögen haben vergleichsweise wenig Reichweite und deutlich geringe Durchschlagskraft als moderne Bögen. Ein aus westlicher Sicht ethisch sauberer Treffer, der in wenigen Sekunden zum Tod führt, kann hier schon bei leichtem Wild, wie Gazellen, auf größere Distanz nicht gesichert angetragen werden. Aufgrund dieser Umstände haben die Jägervölker Strategien und Taktiken zu Jagd mit dem Bogen entwickelt, die sie auch heute noch anwenden.

### Bogenjagd in der Savanne

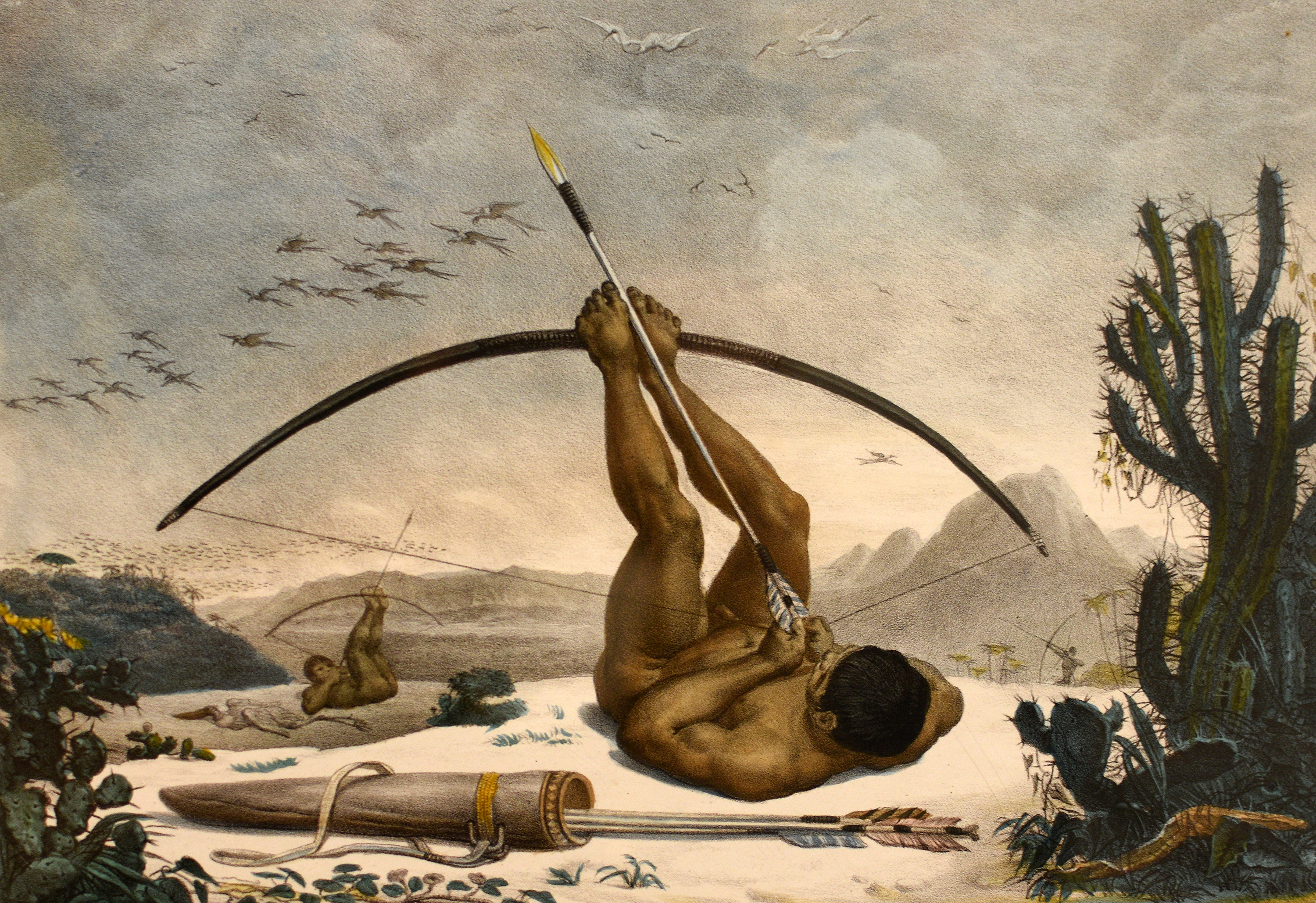
Zeichnung: Vogeljagd mit Pfeil und Bogen (Südamerika)

Während die Jäger einiger indigener Gruppen in der Savanne, wie die Hadza, gerne alleine auf die Jagd gehen, gibt es andere Völker, deren Taktik es ist, in kleinen Gruppen zu jagen. Hierbei wird die Wahrscheinlichkeit für Erfolg verbessert, denn beim Abschuss von mehreren Jagdpfeilen auf ein Stück Wild, verbessern sich eben auch die Trefferchancen entsprechend. Zusätzlich kann man gemeinsam auch größere Beutetiere erlegen und in die Siedlung zurückbringen.
Eine weit verbreitete Jagdtaktik bei indigenen Völkern Afrikas ist es, besonders bei Schalenwild, das starke Fluchtreaktionen hat, mit Pfeilen zu beschießen, welche an der Jagdspitze mit Pfeilgift z. B. der Innereien von Diamphidia nigroornata und gerösteten Samen der Bobgunnia madagascariensis (=Swartzia m.) präpariert sind. Ein solcher Pfeil mit vergifteter Jagdspitze tötet anders als moderne Jagdpfeile. Er verlässt sich vornehmlich auf die toxische Wirkung des Giftes. Meist werden hier Jagdspitzen mit Widerhaken verwendet, die ein Herausfallen nach dem Treffer verhindern sollen. Diese Form der Jagdspitzen sorgt auch dafür, dass kontinuierlich Schweiß aus der Wunde des beschossenen Wildes austritt. Durch den austretenden Schweiß entsteht eine Schweißfährte (Pirschzeichen). Damit lässt sich das Wild nicht nur besser nachsuchen, sondern es wird durch den Blutverlust aufgrund der stets bewegten Jagdspitze zunehmend geschwächt. Umso länger die vergiftete Jagdspitze im Körper verbleibt, desto mehr erhöht sich natürlich auch die Menge an eingebrachtem Gift in den Körper. Je nach Stärke und Menge des eingebrachten Giftes, bezogen auf das Körpergewicht, kann es jedoch sehr lange dauern, bis eine Immobilisation und schließlich der Tod des Wildes eintritt.
Um den beschriebenen Vorgang des Verendens zu beschleunigen, wird gerne im Anschluss an den erfolgreich angetragenen Schuss mit dem Jagdpfeil, die Jagdmethode der Hetze angewendet. Das erhöht die kardiologischen Reaktionen des Körpers des verwundeten Wildes enorm und beschleunigt dessen Verenden zusätzlich. In offenem, wenig kupierten Gelände gehen die Jäger dabei der Wundfährte des Wildes nach, bis sie das entweder bis zur Erschöpfung gehetzt oder das verendete Stück gefunden haben.

Die Hetzjagd selbst ist vermutlich die älteste Jagdmethode des Menschen in der Form der Ausdauerjagd (engl. persistence hunting). Diese beruht auf der gegenüber fast allen Säugetieren überlegenen Ausdauer des Menschen beim Laufen. Die Jäger der Khoisan im südlichen Afrika erlegen noch heute schnelle Huftiere wie Zebras oder Steinböckchen auch ganz ohne Waffen, indem sie so lange hinter ihnen herlaufen, bis diese entkräftet zusammenbrechen. 

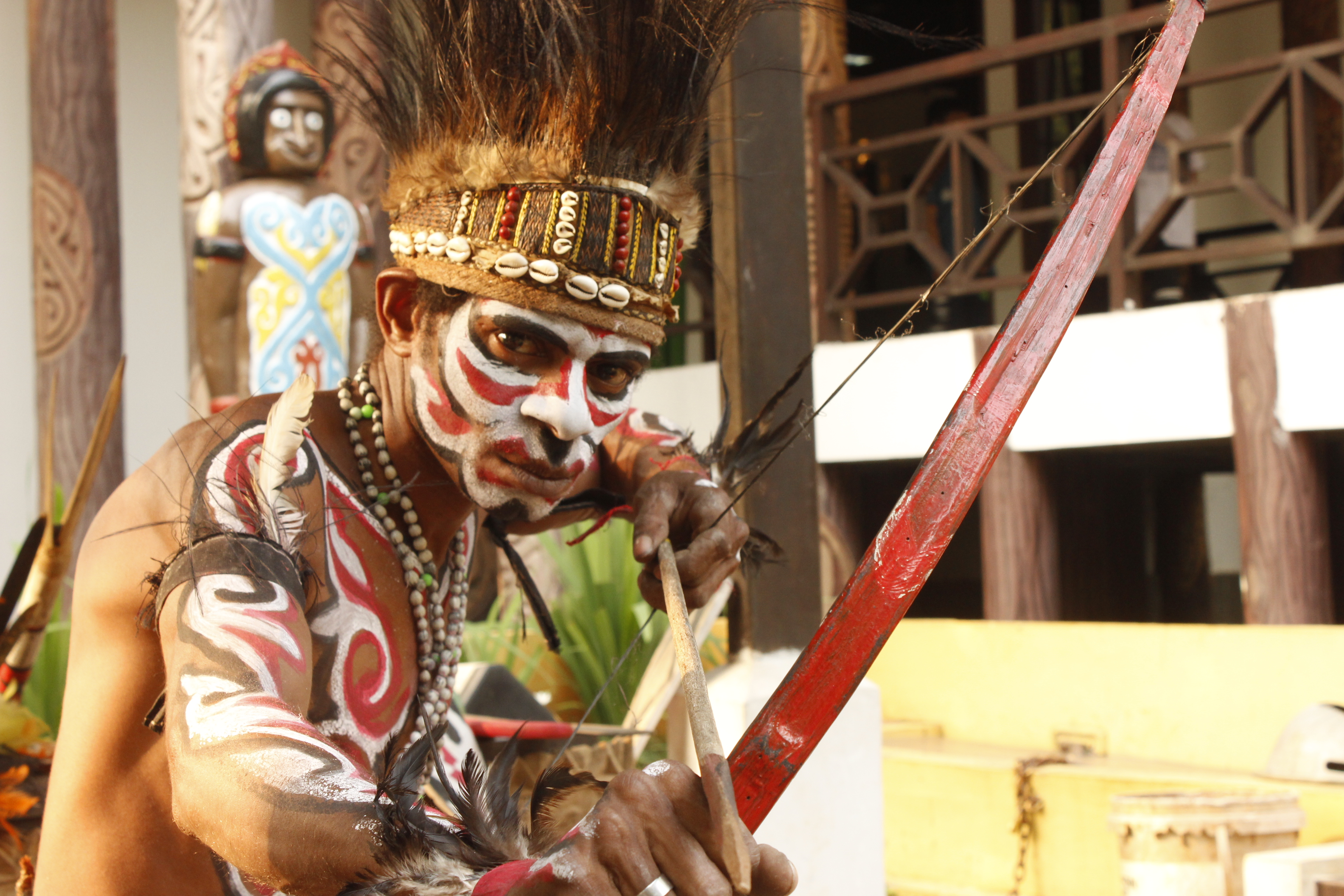
Jäger der Papuas mit ritueller Bemalung und Pfeil und Bogen

### Bogenjagd im Regenwald

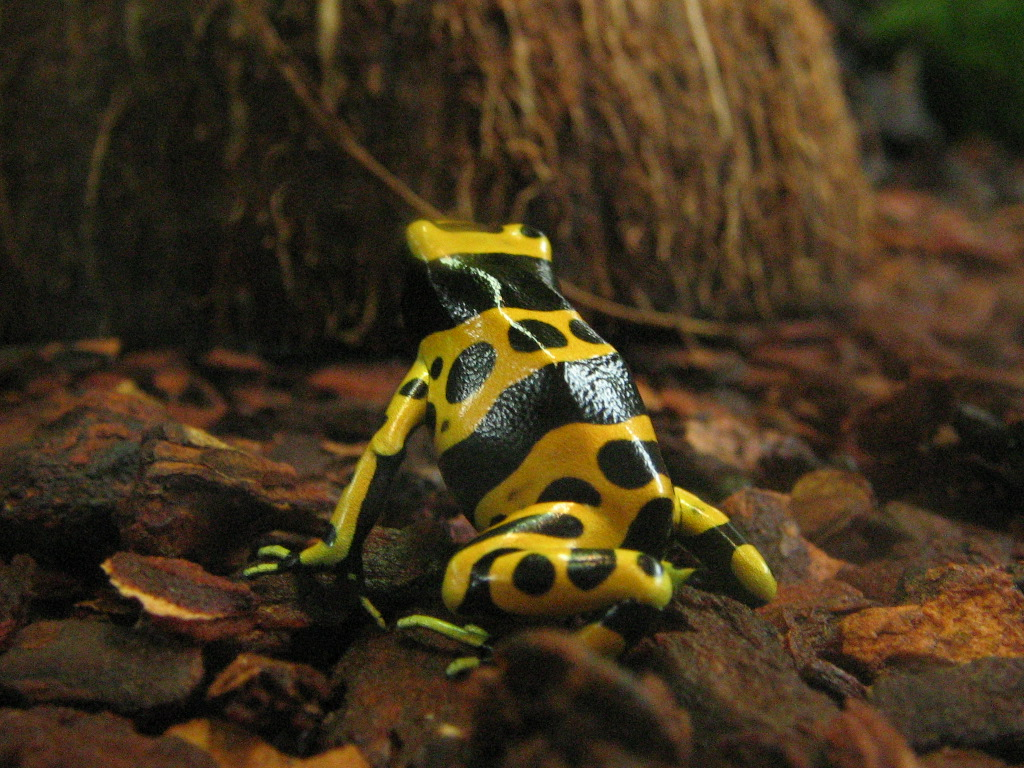
Pfeilgiftfroschart Gelbgebänderter Baumsteiger (Dendrobates leucomelas)

Bei Jägern der lokalen Gemeinschaften des tropischen Regenwaldes, wie beispielsweise den Waika, ist die Herausforderung der sehr dichte Bewuchs. Die Beute sitzt oft auf Bäumen und hoch oben im Baum, und teils von dichtem Geäst und Blättern verdeckt. Wild, das am Boden ist, wird wegen der geringen Sichtweiten oft erst aus nächster Nähe sichtbar. Hier muss der Jäger oftmals schnell und überraschend handeln, um die sehr kurze Jagddistanz für sich zu nutzen.
Gejagt wird dort beispielsweise auf Primaten wie Wollaffen, Pekaris, Tapir, Puma, Gürteltier, Faultier, Hühnervögel und Fische. Insbesondere im Regenwald bedient man sich der Wirkung von Pfeilgiften, die aus Pflanzen oder Tieren gewonnen werden (Curare, Pfeilgiftfrosch).
Im Regenwald mit starkem Unterwuchs ist es allerdings ungleich schwerer, die Wundfährte eines beschossenen Stückes Wild zu verfolgen. Noch schwieriger ist es, beschossene Beute im Blätterdach des Regenwaldes zu verfolgen. Je nach Ausrüstung und Fall kommen neben dem Pfeil und Bogen auch beispielsweise Blasrohre mit vergifteten Pfeilen oder am Boden Speere zum Einsatz.
Auffällig ist die Verwendung von schweren, langen Pfeilen und starken Bögen. Dies ist zum einen wegen der großen Schussweiten über 20 m vertikal in das Blätterdach des Dschungels notwendig, aber auch wegen der möglichen Ablenkung des Pfeils durch Blätter und Äste. Schwere Pfeile lassen sich bei Berührung mit Blättern und kleinen Ästen nicht so leicht aus ihrer Flugbahn bringen wie leichte.
Verbreitet ist auch der Einsatz von Pfeil und Bogen zum Bogenfischen. Hierbei wird mit harpunenartigen Jagdspitzen oder Fächerspitzen mit Widerhaken, die an langen Pfeilschäften befestigt sind, gejagt. Bogenfischen ist heute noch eine ausgeprägte Jagdart, die insbesondere in den äquatornahen Tropengebieten wie dem Amazonas breite Anwendung findet.

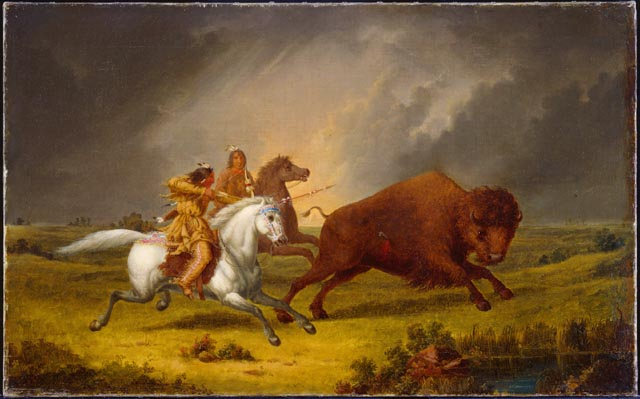
Büffeljagdszene mit Pfeil und Bogen Kane-Assiniboine. George Catlin

### Bogenjagd in Steppe und Prärie
Die Bogenjagd als wesentliche Methode zur Gewinnung von Nahrung wird bei den Nomaden und Reitervölkern von Prärie und Steppe, Zentralasiens oder Nord- und Südamerikas praktisch nicht mehr ausgeübt. Hier ist heute vornehmlich die Jagd mit modernen Waffen das Mittel der Wahl. Auch sind die großen Tierherden, wie die Büffel, nicht mehr vorhanden, um die Jagd dort noch auf traditionelle Art auszuführen. Bekannt sind aber noch einige Jagdstrategien und Taktiken wie die Stampedejagd und Büffeljagd mit Pfeil und Bogen vom Pferd aus. Pfeil und Bogen waren hier wesentliche Jagdwaffen. Auch wurde die Pirschjagd mit Pfeil und Bogen unter Verwendung von Tarnung erfolgreich praktiziert. Eine Besonderheit hierbei ist es, den Schutzreflex der Tierherde zu nutzen, um sich dem vermeidlichen Feind, wie dem Wolfsrudel zu stellen. Bekannt ist ebenfalls, die Tarnung im Erscheinungsbild des Jagdwildes, um ein Verschrecken und Abspringen beispielsweise von Weißwedel, Dam, Sika oder Wapiti zu verhindern. Ziel ist es natürlich, auf Schussdistanz an die Beute heranzukommen und im richtigen Moment einen Treffer mit dem Jagdpfeil anzubringen. Dieser Moment ist zum Beispiel gegeben, wenn das Wild das Haupt zum Äsen senkt, und den Jäger beim Aufziehen des Bogens nicht so leicht wahrnehmen kann. Diese Jagdtaktik erfordert enormes Geschick, Geduld und kann sich über Tage hinziehen.
Selbst die Bogenjagd auf fliegendes Wild wie Gänse, Enten, Truthahn, ist eine bewährte Jagdmethode der indigenen Völker.